# Валериан Осерский
Валериан (умер в 360 году) — святой епископ Осерский. День памяти — 6 мая.
Святой Валериан стал епископом Осерским в 331 году. Будучи галлом по происхождению, он участвовал в рукоположении святого Эверта Орлеанского вместе со святыми Северином из Сенса, Марселем Парижским и другими епископами своей провинции.
Св. Валериан участвовал в Сардикийском Соборе (343), а также участвует в Кельнском соборе, состоявшемся против Евфратия, арианского епископа, в 346 году (12 мая 346 года) или в 349 году.
Именно он помешал св. Аматору стать мирским человеком, как того хотели родители последнего, заставившие его жениться на девице из Лангра по имени Марфа. Епископ Валериан, которому было поручено осуществить бракосочетание, вместо того чтобы произнести слова, благословляющие этот союз, вполголоса произнёс благословение, употребляемое при посвящении во диакона и диакониссу, которое слышали только оба супруга.
Валериан умер спустя некоторое время и был похоронен на горе Артр рядом со своим предшественниками.